# Nassauvia dentata
Nassauvia dentata là một loài thực vật có hoa trong họ Cúc. Loài này được Griseb. mô tả khoa học đầu tiên năm 1854.